# Гохидзе, Эмина Реджебовна
Эмина Реджебовна Гохидзе (1932 год, Кобулетский район, АССР Аджаристан, ССР Грузия — 2010 год, Кобулетский муниципалитет, Грузинская ССР) — колхозница колхоза «Комкавширис хма» Кобулетского района, Аджарская АССР, Грузинская ССР. Герой Социалистического Труда (1949).

## Биография
Родилась в 1932 году в крестьянской семье в одном из пригородов Кобулети. После окончания местной сельской школы трудилась с 1945 года рядовой колхозницей на чайной плантации колхоза «Комкавширис хма» Кобулетского района. Показывала выдающиеся трудовые результаты при сборе чайного листа.
В 1948 году собрала 6702 килограмм сортового зелёного чайного листа на участке площадью 0,5 гектара. Указом Президиума Верховного Совета СССР от 29 августа 1949 года удостоена звания Героя Социалистического Труда за «получение высоких урожаев сортового зелёного чайного листа и цитрусовых плодов в 1948 году» с вручением ордена Ленина и золотой медали «Серп и Молот» (№ 4531).
Этим же Указом званием Героя Социалистического Труда была награждена труженица колхоза «Комкавширис хма» Рехиме Мамудовна Мжаванадзе.
Проживала в Кобулетском муниципалитете. Скончалась в 1979 году.